# Nordijska kombinacija na Zimskih olimpijskih igrah 2010
Nordijska kombinacija na Zimskih olimpijskih igrah 2010.

## Dobitniki medalj
| Tekma                                    | Zlato                                                                       | Srebro                                                              | Bron                                                                        |
| Individualno velika skakalnica podrobno  | Bill Demong                                                                 | Johnny Spillane                                                     | Bernhard Gruber                                                             |
| Individualno srednja skakalnica podrobno | Jason Lamy Chappuis                                                         | Johnny Spillane                                                     | Alessandro Pittin                                                           |
| Ekipno velika skakalnica podrobno        | Avstrija · Bernhard Gruber · Felix Gottwald · Mario Stecher · David Kreiner | ZDA · Brett Camerota · Todd Lodwick · Johnny Spillane · Bill Demong | Nemčija · Johannes Rydzek · Tino Edelmann · Eric Frenzel · Bjorn Kircheisen |